# 克柳溫齊
49°15′29″N 25°58′56″E / 49.25806°N 25.98222°E
克柳溫齊（羅馬化：Kliuvyntsi）是位於烏克蘭西部特諾皮爾州喬爾特基夫區的村莊，處於泰納河畔，距離奧萊尼夫卡和韋爾希夫齊0.5公里，始建於1615年，面積3.02平方公里，海拔高度340米，人口1,010。